# Електротехничка школа „Михајло Пупин” Нови Сад
Електротехничка школа „Михајло Пупин“ је средња школа из Новог Сада. Школу похађа око 2500 ученика. Настава се изводи на српском и мађарском језику. Школовање се одвија по степенима образовања III, IV и V степен. Комплекс Електротехничке школе „Михајло Пупин” у Новом Саду је споменик културе.

## Историјат
Електротехнички школски центар је основан одлуком народног одбора општине Нови Сад, 16. маја 1963. Годину дана касније службеном називу школе се додаје име Михајла Пупина. Под називом Електротехнички школски центар “Михајло Пупин” школа ради све до организационих промена које су наступиле седамдесетих година. Први директор центра био је Александар Недељковић. Прве школске године се образовало 847 ученика, укључујући и одрасле. 
У јуну 1983. године долази до реорганизације мреже средњих школа што је довело до пресељења школе у нове објекте у улици ЈНА 79 (данас Футошка 17) и Школска 4. 
Зграда у којој се данас налази школа је подигнута 1912. у стилу сецесије. Њу је користила Мађарска католичка гимназија, али је након Првог светског рата у њу смештена Државна женска учитељска школа са интернатом. Од 1935. школа је постала мешовита.

## Образовни профили
Четворогодишњи смерови
- Електротехничар информационих технологија - оглед
- Електротехничар процесног управљања
- Техничар мехатронике
- Електротехничар мултимедија
- Електротехничар рачунара
- Електротехничар аутоматике
- Електротехничар радио и видео технике
- Електротехничар телекомуникација
- Електротехничар електронике
- Електротехничар за расхладне и термичке уређаје
- Електротехничар енергетике
- Електротехничар за електронику на возилима
- Администратор рачунарских мрежа

Трогодишњи смерови
- Електричар
- Електромеханичар за термичке и расхладне уређаје
- Ауто-електричар
- Електроинсталатер
- Електромонтер мрежа и постројења
- Монтер ТТ мрежа
- Електромеханичар за машине и опрему